# Steinwandkogel
Steinwandkogel är en bergstopp i Österrike.   Den ligger i distriktet Murtal och förbundslandet Steiermark, i den centrala delen av landet, 170 km sydväst om huvudstaden Wien. Toppen på Steinwandkogel är 2 132 meter över havet.
Terrängen runt Steinwandkogel är kuperad åt sydväst, men åt nordost är den bergig. Runt Steinwandkogel är det ganska glesbefolkat, med 42 invånare per kvadratkilometer.. Närmaste större samhälle är Trieben, 11,9 km nordost om Steinwandkogel. 
I omgivningarna runt Steinwandkogel växer i huvudsak blandskog.